# Ordine degli Apostolini
L'Ordine degli Apostolini è stata una congregazione religiosa cattolica. Formatasi nel XV secolo, venne unita con quella degli ambrosiani nel 1652.

## Storia
Secondo Giovanni Pietro Crescenzi Romani, l'ordine degli Apostolini «hebbe principio l'anno 1484», «mentre Gualtieri nella Cronologia li mette all'anno 1433». La congregazione nacque in reazione agli «apostolici» di fra Dolcino.
Ne fu fondatore Bartolomeo Placido di Recanati, che nel 1439 era giunto a Recanati, e nel monastero precedentemente benedettino di San Giovanni in Pertica fondò la nuova congregazione.
Fra questi si unì la comunità di frati stabilitasi a Jesi nel 1597 (o 1550) nel convento di San Giovanni Battista, che ricostruirono e ampliarono il complesso nel XVII secolo, oltre a vari altri gruppi attivi in particolare nelle Marche.
Nel 1643, come stabilito dal decreto di Innocenzo X, vista l'esiguità dei membri rimasti, la comunità fu unita con quella degli ambrosiani.